# بالاخاني (أذربيجان)
بالاخاني (بالأذرية: Balaxanı، بالإنجليزية: Balaxanı، بالفارسية: بالاخانی أو بالاخانه): هي مستوطنة وبلدية بالقرب من باكو، أذربيجان، في أبشرون. استغلالاً لأحواض النفط الموجودة في المنطقة، تم حفر بئر بعمق 35 متراً يدوياً في 1593. قام الروس ببناء أول مصفاة النفط هنا في 1837. في التعداد الرسمي لعام 1886، كان يعيش هنا 2843 شخصًا من عرق التات.